# Ahmad Mahir Pacha
Ahmad Mahir Pacha (1888 - 24 février 1945) (arabe: أحمد ماهر باشا) était un homme politique égyptien.
Il a été nommé Premier ministre du royaume d'Égypte du 10 octobre 1944 au 24 février 1945 après le renvoi de Moustapha el-Nahhas Pacha par le roi Farouk.
Quelques mois après avoir pris le pouvoir, il décide de faire appel à de nouvelles élections les 7 et 14 février 1945, mais s'oppose aux candidatures des membres des Frères musulmans contre lesquels il avait prononcé une fatwa. Le parti Wafd, évincé du pouvoir les boycotte, ce qui donne la victoire au parti gouvernemental. Mahir déclare alors la guerre contre les puissances de l'Axe principalement pour obtenir une position diplomatique avantageuse à la fin de la guerre considérée comme imminente. Immédiatement après cette annonce, Maher est assassiné en plein parlement par un homme de 28 ans, Mustafa Essawy. Même si on a supposé qu'Essawy faisait partie des Frères musulmans, il a avoué plus tard qu'il était membre du Parti Wafd.
Ahmad Mahir Pacha était le grand-père d'Ahmed Maher, ministre égyptien des Affaires étrangères de 2001 à 2004, ainsi que de l'ambassadeur en France Aly Maher.